# Пастка радикалів

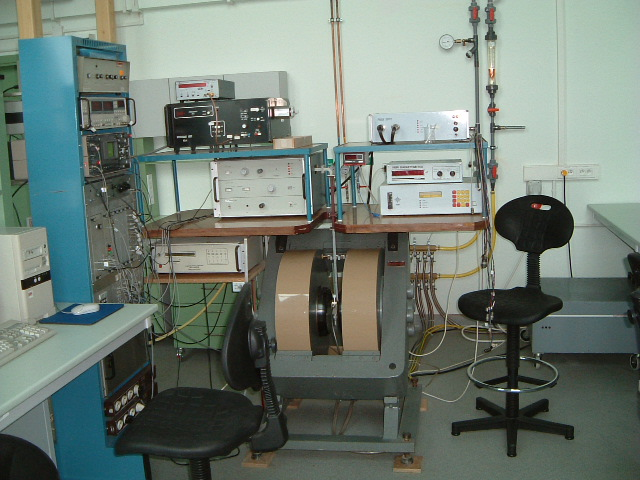
Спектрометр, що використовується для спін-захоплення.

Пастка радикалів (англ. trap of radicals, рос. спиновая ловушка) — органічна сполука, яка здатна виступати в реакційному середовищі як хімічний перехоплювач вільних радикалів, зокрема короткоживучих. Може змінювати при їх захопленні забарвлення (гідразильні, феноксильні, вердазильні, нітроксильні радикали) або утворювати стабільніші радикали (спінові пастки: нітрони, нітрозосполуки, хінони). Використовуються для ідентифікації й аналізу радикалів.
Синонім — спінова пастка.